# Ópera de Gotemburgo
La Ópera de Gotemburgo (en sueco Göteborgsoperan) es un teatro de ópera en la ciudad de Gotemburgo, Suecia.
Su propietario es la Región Västra Götaland, y tiene por misión "Dar a todos los habitantes de la región acceso a la ópera, al baile y al teatro musical".
Está situada cerca del centro de la ciudad, en Lilla Bommen, en la margen derecha del río Gota, y fue inaugurada en 1994 con la pieza Aniara, de Harry Martinson. Su edificio fue proyectado por Jan Izikovitz, y tiene un área de 28 700 metros cuadrados, con 32 metros de altura.
Su auditorio principal tiene 500 metros cuadrados, con 1 300 lugares, y es iluminado por 1 000 holofotes.
Además de óperas, son presentados espectáculos de ballet, así como musicales y espectáculos. Los visitantes poden también disponer de un restaurante muy frecuentado.